# Poncins
Poncins ist eine französische Gemeinde mit 1.268 Einwohnern (Stand: 1. Januar 2022) im Département Loire in der Region Auvergne-Rhône-Alpes. Sie gehört zum Arrondissement Montbrison und zum Kanton Feurs. Die Einwohner werden Civensois genannt.

## Geografie
Poncins liegt in der historischen Provinz Forez am Fluss Lignon du Forez, in den hier sein Nebenfluss Vizezy mündet. Umgeben wird Poncins von den Nachbargemeinden Sainte-Foy-Saint-Sulpice im Norden und Nordwesten, Cleppé im Norden und Osten, Feurs im Osten, Chambéon im Süden, Mornand-en-Forez im Südwesten, Montverdun im Westen und Südwesten sowie Saint-Étienne-le-Molard im Westen.

## Weblinks

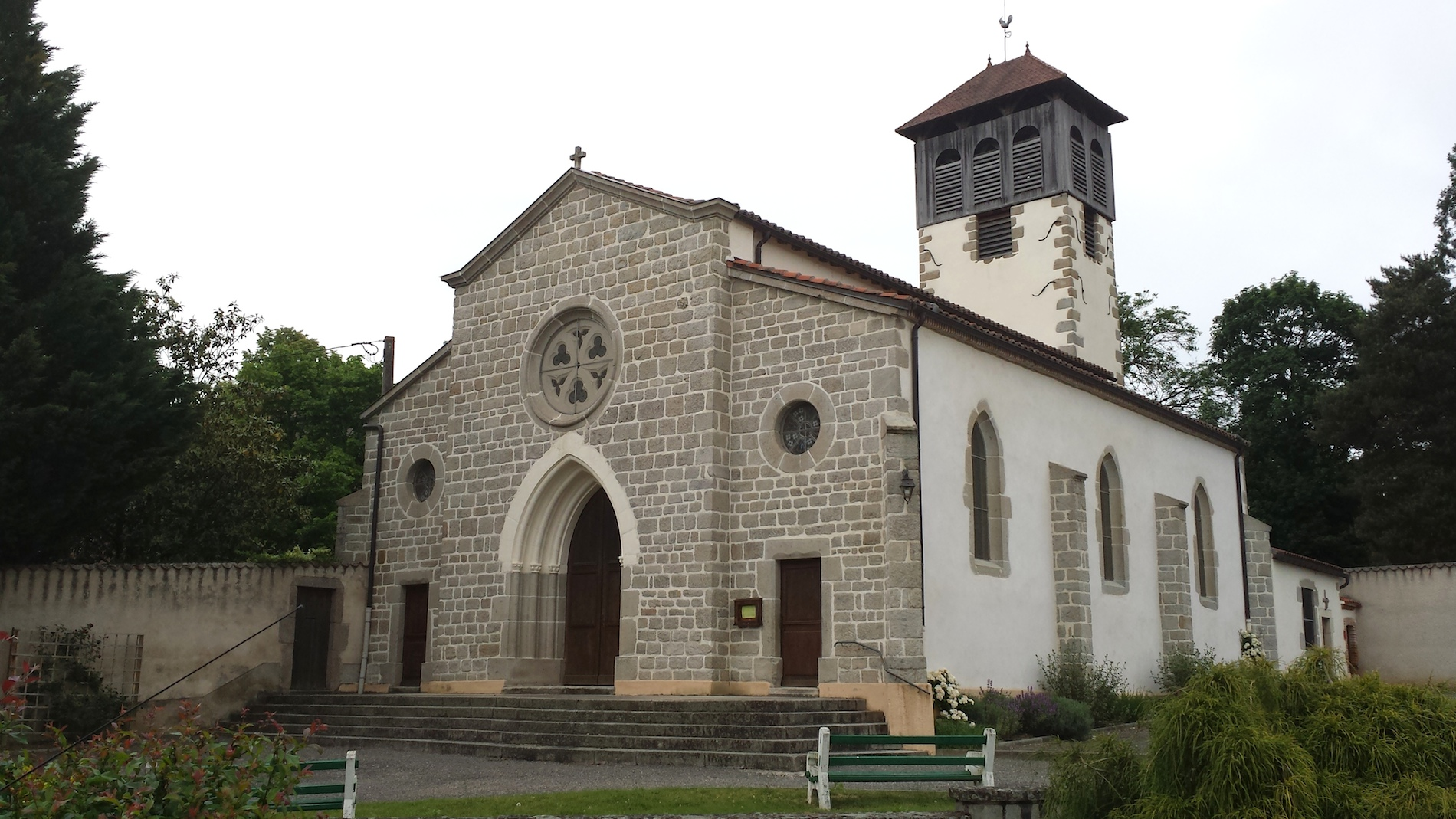
Kirche Saint-Laurent

## Bevölkerungsentwicklung
| Jahr                       | 1962 | 1968 | 1975 | 1982 | 1990 | 1999 | 2006 | 2017 |
| -------------------------- | ---- | ---- | ---- | ---- | ---- | ---- | ---- | ---- |
| Einwohner                  | 582  | 579  | 546  | 632  | 679  | 754  | 826  | 1097 |
| Quellen: Cassini und INSEE |      |      |      |      |      |      |      |      |

## Sehenswürdigkeiten
- Kirche Saint-Laurent